# Хејстингс (Оклахома)
Хејстингс (енгл. Hastings) град је у америчкој савезној држави Оклахома.

## Демографија
По попису из 2010. године број становника је 143, што је 12 (-7,7%) становника мање него 2000. године.
| Група             | 2000.       | 2010.       |
| Белци             | 145 (93,5%) | 124 (86,7%) |
| Афроамериканци    | 2 (1,3%)    | 0 (0,0%)    |
| Азијати           | 0 (0,0%)    | 0 (0,0%)    |
| Хиспаноамериканци | 0 (0,0%)    | 7 (4,9%)    |
| Укупно            | 155         | 143         |